# Dazed & Confused
Dazed & Confused è un singolo del cantante australiano Ruel, pubblicato il 27 aprile 2018 come secondo estratto dal primo EP Ready.

## Video musicale
Il video musicale, reso disponibile il 31 maggio 2018, è stato diretto da Grey Ghost.

## Tracce
Testi di Ruel Vincent van Dijk, Mark Landon, Peter James Harding e Sean Douglas.
Download digitale
1. Dazed & Confused – 3:09

Download digitale – Acoustic Version
1. Dazed & Confused (feat. Ezinma) (Acoustic Version) – 3:57

7"
1. Dazed & Confused – 3:10
2. Dazed & Confused (Instrumental) – 3:10

## Formazione
Musicisti
- Ruel – voce
- Phillipe-Marc Anquetil – cori
- Thief – cori
- Daniel Walsh – chitarra
- Sean Kantrowitz – chitarra, sintetizzatore

Produzione
- M-Phazes – produzione
- Keith "Ten4" Sorrells – missaggio
- One Above – registrazione
- Phillipe-Marc Anquetil – registrazione

## Classifiche
| Classifica (2018) | Posizione massima |
| ----------------- | ----------------- |
| Australia         | 53                |